# Camp Wood (Teksas)
Camp Wood je grad u američkoj saveznoj državi Teksas. Prema popisu stanovništva iz 2010. u njemu je živjelo 706 stanovnika.